# Sclerocactus polyancistrus
Sclerocactus polyancistrus (Engelm. & Bigelow) Britton & Rose è una pianta succulenta appartenente alla famiglia delle Cactacee.